# Mitella ovalis
Mitella ovalis är en stenbräckeväxtart som beskrevs av Edward Lee Greene. Mitella ovalis ingår i släktet Mitella och familjen stenbräckeväxter. Inga underarter finns listade i Catalogue of Life.